# Номера телефонов экстренных служб

Номера телефонов экстренных служб:
112
911
999
110
117
17
100
119
15
113
191
10 111
Другой, уникальный, номер

Номера экстренных служб — телефонные номера, которые используют в разных странах для получения экстренной помощи. Такие номера могут объединять службу спасения, скорую помощь, полицию и тому подобные структуры на территории страны (112 и 911).

## Номер 112
112 — единый номер вызова экстренных оперативных служб большинства стран мира. Данный номер появился на свет по инициативе Швеции и благодаря решению Совета Европы от 29 июля 1991 года. 26 февраля 1998 года решение было закреплено директивой 98/10/EC, принятой Европейским парламентом и Советом Европы. Главная функция службы 112 заключается в своевременном оказании помощи тем, с кем случилась беда и кому требуется помощь.
Во многих странах ЕС номер 112 существует наряду с номерами экстренной помощи, которые действовали в стране ещё до её вступления в альянс. В Польше, помимо номера 112, существуют номера вызова всех спасательных служб: полиции (997), пожарной (998) и скорой помощи (999). Во Франции, кроме номера 112, действуют номера 15 (скорая помощь), 17 (полиция) и 18 (пожарная служба).
Но есть и такие страны, где работает только одна линия экстренной помощи — 112. Это Швеция, Исландия, Дания и некоторые другие (в 1970-е годы единым номером вызова экстренных служб в Дании был 000).
В России с 2008 года законодательно было утверждено внедрение единой для всей России системы-112, аналога европейского номера 112 для вызова экстренных служб.
11 февраля 2013 года президентом РФ подписан Федеральный закон РФ № 9-ФЗ, устанавливающий номер «112» единым номером вызова экстренных оперативных служб для приёма сообщений о пожарах и чрезвычайных ситуациях в России в телефонных сетях местной телефонной связи.
Начиная с 2014 года были введены новые номера телефонов вызова экстренных служб (к уже имеющимся номерам добавили цифру 1 (например, вызов полиции осуществлялся по номеру «02», сейчас — «102», и т. д.). Старый порядок вызова экстренных служб наравне с новым порядком в России сохранялся до 2017 года.

## Номер 911
Номер, объединяющий службу спасения, скорую помощь, полицию и тому подобные структуры на территории США и Канады — «911».
Впервые его использовали в алабамском городе Хэливилл 16 февраля 1968 года. По этому номеру местное население могло обратиться в любую систему общественной безопасности. Этот номер стал прообразом номера «112», которая позднее появилась в Евросоюзе. Первые улучшенные аппаратно-программные комплексы служб «Е911» — Enhanced 911, появились в Штатах в конце 1980 годов. В этих комплексах ввели маршрутизацию вызовов, ведение компьютерной базы данных и цифровой обмен данными по сети связи. Впервые вся обработка информации начала производиться на компьютере — стали автоматически определяться номер абонента и его местонахождение. В 1996 году Федеральной комиссией по связи была принята Директива Е911, в которой были установлены жёсткие требования относительно экстренной помощи абонентам сетей сотовой подвижной связи. В среднем в сутки на номер «911» приходится около 300 тысяч вызовов, в год — более 100 миллионов. Помимо номера «911», в штатах также существуют свои номера вызова различных служб.
В Канаде единый универсальный номер для экстренной помощи «999» начали использовать в 1959 году, а в 1972 году перешли на «911».
В России с 2013 года служба 911 используется как аналог в США и Канаде и выполняет перенаправление на номер 112.

## Номера по странам
| Страна                                | SOS (единый)                | Пожарная служба                                                                         | Полиция (в некоторых странах — милиция) | Скорая помощь                           | Служба газа                              | Прочие |
| ------------------------------------- | --------------------------- | --------------------------------------------------------------------------------------- | --------------------------------------- | --------------------------------------- | ---------------------------------------- | --- |
| Австрия                               | 112                         | 122                                                                                     | 133                                     | 144                                     | 155                                      | |
| Албания                               | 112                         | 128                                                                                     | 129                                     | 127                                     | 130                                      | 125 — Аварийная морская служба 126 — Дорожная полиция |
| Андорра                               | 112                         | 118                                                                                     | 110                                     | 112                                     | 117                                      | 165 — Техническая помощь на дороге |
| Австралия                             | 000                         | 000                                                                                     | 000                                     | 000                                     | 000                                      | |
| Азербайджан                           | 112 (МЧС)                   | 101                                                                                     | 102                                     | 103                                     | 104                                      | 152 (Управление по борьбе с торговлей людьми), 199 (Аварийная служба потребительской электросети), 186 (Аварийная служба высоковольтной электросети) |
| Аргентина                             | 112 и 911                   | 112 и 911                                                                               | 112 и 911                               | 112 и 911                               | 112 и 911                                | 112 и 911 |
| Армения                               | 911                         | 101                                                                                     | 102                                     | 103                                     | 104                                      | 177 (дорожная полиция) |
| Афганистан                            | 123                         | 119                                                                                     | 119                                     | 119                                     | 102                                      | 010-8600-070 (вознаграждения за помощь правосудию) |
| Беларусь                              | 112 (МЧС)                   | 101                                                                                     | 102                                     | 103                                     | 104                                      | 188 (точное время) |
| Бельгия                               | 112                         | 100                                                                                     | 101                                     | 100                                     | 110                                      | 106 — Служба психологической помощи |
| Болгария                              | 112                         | 160                                                                                     | 166                                     | 150                                     | 142                                      | 165 (дорожная полиция) |
| Босния и Герцеговина                  | 112/911/08                  | 123                                                                                     | 122                                     | 124                                     | 149                                      | |
| Бразилия                              | 112 и 911                   | 193                                                                                     | 190                                     | 192                                     | 108                                      | 100 (служба по правам человека), 153 (муниципальная полиция), 191 (полиция на автомагистралях), 197 (гражданская полиция) |
| Великобритания                        | 112 и 999                   | 112 и 999                                                                               | 112 и 999                               | 112 и 999                               | 112 и 999                                | 101 — Неэкстренный номер телефона полиции 111 — Неэкстренная медицинская помощь |
| Венгрия                               | 112                         | 105                                                                                     | 107                                     | 104                                     | 106                                      | |
| Венесуэла                             | 112 и 911                   | 112 и 911                                                                               | 112 и 911                               | 112 и 911                               | 112 и 911                                | 112 и 911 |
| Германия                              | 112                         | 112                                                                                     | 110                                     | 112                                     | 119                                      | |
| Грузия                                | 112                         | 111                                                                                     | 121                                     | 113                                     | 114                                      | |
| Евросоюз                              | 112                         | 112                                                                                     | 112                                     | 112                                     | 112                                      | 112 |
| Израиль                               | 112 на GSM телефонах        | 102                                                                                     | 100                                     | 101                                     | 106 (муниципальная инспекция)            | 103 — Электрическая компания 104 — Командование тыла |
| Индонезия                             | 112                         | 113 или 1131                                                                            | 110                                     | 118 и 119                               |                                          | 115 — Национальное поисково-спасательное агентство (Basarnas) 129 — Служба экстренной помощи по насилию в отношении женщин и детей (SAPA) 123 — Государственная электроэнергетическая компания (PLN) 500—454 — Горячая линия Управления служб психического здоровья Минздрава |
| Иран                                  | 110                         | 125                                                                                     | 110                                     | 115                                     | 109                                      | |
| Казахстан                             | 112                         | 101                                                                                     | 102                                     | 103                                     | 104                                      | 109 (единая дежурно-диспетчерская служба), 118 (справочная служба), 150 (национальный телефон доверия для детей и молодежи) |
| Канада США                            | 911 и 112 на GSM телефонах. | 911 и 112 на GSM телефонах.                                                             | 911 и 112 на GSM телефонах.             | 911 и 112 на GSM телефонах.             | 911 и 112 на GSM телефонах.              | |
| КНР                                   | 112                         | 119                                                                                     | 110                                     | 120                                     | 176                                      | 122 (ДТП), 114 (справочная), 121 (погода), 999 (частная скорая помощь в Пекине) |
| КНДР                                  | 819 и 112 на GSM телефонах  | 819 и 112 на GSM телефонах                                                              | 819 и 112 на GSM телефонах              | 819 и 112 на GSM телефонах              | 819 и 112 на GSM телефонах               | |
| Республика Корея                      | 112 и 801                   | 119                                                                                     | 112                                     | 119                                     | 115                                      | 111 (горячая линия национальной безопасности), 113 (сообщить о шпионах), 182 (горячая линия о пропавших без вести). 114 соединяет с оператором |
| Кыргызстан                            | 112 и 911                   | 101 (МЧС)                                                                               | 102                                     | 103                                     | 104                                      | |
| Латвия                                | 112                         | 01 — со стационарного телефона 112                                                      | 02 — со стационарного телефона 110      | 03 — со стационарного телефона 113      | 114 (круглосуточно), 155 (дневное время) | 115 (Служба спасения на море) 116111 (Государственная Инспекция По Защите Прав Детей) (Телефон доверия) (по рабочим дням c 08:00 до 23:00, по субботам с 08:00 до 22:00, по воскресеньям c 10:00 до 22:00) 67027402 (Телефон доверия Продовольственной и ветеринарной службы Латвии.) (англ.) (латыш.) +371 67043700; +37180001234 (перевод: Национальная служба здоровья) (оригинал: Nacionālais veselības dienests) 150 важнейших телефонов Латвии, которые могут понадобиться каждому! |
| Литва                                 | 112                         | 01(TEO LT) 101(Omnitel) 011(Bitė/Tele2)                                                 | 02(TEO LT) 102(Omnitel) 022(Bitė/Tele2) | 03(TEO LT) 103(Omnitel) 033(Bitė/Tele2) | 199                                      | |
| Молдова                               | 112                         | 901                                                                                     | 902                                     | 903                                     | 904                                      | |
| Монголия                              | 100                         | 101                                                                                     | 102                                     | 103                                     | 104                                      | |
| Польша                                | 112                         | 998                                                                                     | 997                                     | 999                                     | 992                                      | |
| Приднестровская Молдавская Республика | 113                         | 101 (в этом и следующих номерах для звонков с мобильной сети надо добавлять код города) | 102                                     | 103                                     | 104                                      | |
| Россия                                | 112                         | 101                                                                                     | 102                                     | 103                                     | 104                                      | 115 — единая служба поддержки граждан при получении государственных и муниципальных услуг в электронном виде, 109 — бесплатная справочная телефонная служба, 125 — бюро ремонта (стационарных телефонов и линий связи), 122 — единая справочная служба |
| Румыния                               | 112                         | 981                                                                                     | 955                                     | 961                                     | 985                                      | 956 (жандармерия), 982 (гражданская защита), 983 (насилие в семье) |
| Северная Македония                    | 112                         | 193                                                                                     | 192                                     | 194                                     |                                          | |
| Сербия                                | 112                         | 193                                                                                     | 192                                     | 194                                     |                                          | |
| Сингапур                              | 112                         | 995                                                                                     | 999                                     | 995                                     |                                          | |
| Словакия                              | 112                         | 150                                                                                     | 158                                     | 155                                     |                                          | |
| Словения                              | 112                         | 112                                                                                     | 113                                     | 112                                     | 112                                      | |
| Таджикистан                           | 112                         | 101                                                                                     | 102                                     | 103                                     | 104                                      | |
| Туркменистан                          | 112                         | 101                                                                                     | 102                                     | 103                                     | 104                                      | |
| Турция                                | 112                         | 112                                                                                     | 112                                     | 112                                     | 187                                      | Муниципалитет — 153; Уведомление об электричестве — 186; Водная заметка — 185; Опьянение — 114; Домашнее насилие и социальная поддержка — 183. |
| Узбекистан                            | 112*                        | 101                                                                                     | 102                                     | 103                                     | 104                                      | 1084 — Справочная Узтелеком |
| Украина                               | 112                         | 101 (МЧС)                                                                               | 102                                     | 103                                     | 104                                      | 109 — справочная телефонная служба (платно) 121 — точное время 122 — прогноз погоды (г. Киев) 1509 — справочная телефонная служба по неполным данным (платно) 1545 — правительственный контакт-центр 1551 — контакт-центр г. Киева 1588 — аварийная электросетей |
| Финляндия                             | 112                         | 112                                                                                     | 112                                     | 112                                     | 112                                      | 112 |
| Франция                               | 112                         | 18                                                                                      | 17                                      | 15                                      | 1114                                     | 9155 (служба спасения на море), 1987 (помощь на дорогах) |
| Хорватия                              | 112                         | 193                                                                                     | 192                                     | 194                                     | 1000                                     | 121 — Морская спасательная служба |
| Чехия                                 | 112                         | 150                                                                                     | 158                                     | 155                                     | 850                                      | 156 (муниципальная полиция) 1180, 1181 — платная справочная 123, 124, 1054 — аварийная дорожная служба |
| Черногория                            | 112                         | 123                                                                                     | 122                                     | 124                                     | 010                                      | |
| Швейцария                             | 112                         | 118                                                                                     | 117                                     | 144                                     | 196                                      | 145 (химические отравления), 1414 (служба воздушного спасения Rega) |
| Швеция                                | 112                         | 112                                                                                     | 112                                     | 112                                     | 112                                      | 112 |
| Эстония                               | 112                         | 112                                                                                     | 112                                     | 112                                     | 112                                      | 112 |
| Япония                                | 190                         | 119                                                                                     | 110                                     | 119                                     | 198                                      | 118 (ЧС на море). Вопросы по ЧС: #7119 (бесплатный звонок), #9110 (платный звонок). |

## Перечень экстренных оперативных служб России
Перечень экстренных оперативных служб, установленный постановлением правительства РФ:
1. Служба пожарной охраны
2. Служба реагирования в чрезвычайных ситуациях
3. Полиция
4. Служба скорой медицинской помощи
5. Аварийная служба газовой сети
6. Служба «Антитеррор»